# Liste des intendants de la généralité de Châlons
La Généralité de Châlons est la circonscription des intendants de Champagne, leur siège est Châlons-en-Champagne.
Les intendants de police, justice et finances sont créés en 1635 par un édit de Louis XIII, à la demande de Richelieu pour mieux contrôler l'administration locale.

## Liste des intendants de la généralité de Châlons
| Date        | Nom |
| ----------- | --- |
| 1589 - 1591 | Michel Le Tellier II ( -1608) fils de Michel Le Tellier I, notaire au Châtelet. Il a été marié avec Perrette Locquet qui a été un temps la maîtresse du duc de Mayenne, chef de la Ligue. Père de Michel Le Tellier III, conseiller à la Cour des aides, marié à une Chauvelin. Grand-père de Michel Le Tellier IV, secrétaire d'État à la Guerre et chancelier de France commissaire et examinateur au Châtelet en 1573, correcteur de la Chambre des comptes en 1575. Les activités de sa femme lui a permis d'obtenir l'intendance des finances de la Ligne. Puis intendant en Champagne, maître des comptes |
| 1615 - 1616 | André 1er Lefèvre d’Ormesson d’Amboile (2 janvier 1577-2 mars 1665) seigneur d’Ormesson conseiller au Grand-Conseil en 1598, conseiller au parlement de Paris en 1600, maître des requêtes ordinaire en 1605, directeur des finances, conseiller d'État, intendant à Lyon puis intendant de justice en Champagne, maître des requêtes honoraire en 1635, doyen des conseillers d'État en 1654 jusqu'à sa mort |
| 1620        | Baptiste de Bermont conseiller du Roi en son conseil d'État, maître des requêtes ordinaire de l'Hôtel du roi. Il fait donner lecture d'une commission du Roi datée du 20 janvier 1620, par laquelle il est «commis et ordonné intendant de justice es provinces de Champagne et Brie, bailliages, sénéchaussées, sièges présidiaux et prévôtés et tous autres sièges et juridictions établis esdits pays» |
| 1623        | Jacques Le Prévost ( -1653) chevalier, seigneur d'Herbelay, Montigny et Malassise conseiller au parlement de Paris en 1617, conseiller d'État, maître des requêtes ordinaire de l'Hôtel du roi en 1624, intendant de justice de la province de Champagne |
| 1630 - 1632 | Isaac de Juyé (vers 1583-25 septembre 1651) sieur de Moricq, fils de Pierre Juyé, seigneur de Forges, président à La Rochelle Il a été reçu au Grand Conseil le 30 avril 1607, conseiller du roi en ses conseils d'État et privé, élu échevin de Paris en 1615, maître des requêtes ordinaire de l'Hôtel du roi le 16 juillet 1616, intendant des finances et justice de Champagne, ville et pays de Metz, Toule et Verdun par commission du 27 décembre 1630. Il a été intendant en Touraine, Poitou, Berry et Guyenne. Conseiller d'État en 1632, dont il est mort doyen. Après les émeutes des ouvriers de la soie le 6 décembre 1632 provoquées par l'arrivée du commis du fermier général à Lyon et l'augmentation des droits de douane, par une lettre du 10 janvier 1633, le roi informe le consulat de la ville de Lyon de l'arrivée d'Isaac de Juyé commis pour la poursuite des émeutiers et «pour la conservation de nostre aucthorité dans nostre ville de Lyon et le seureté de noz bons subjects d'icelle» auquel avaient fait défaut le prévôt des marchands et les échevins. |
| 1633 - 1634 | Isaac de Laffemas (vers 1583-16 mars 1657) avocat au parlement de Paris en 1604, secrétaire du roi en 1613, procureur du roi en la chambre de justice en 1620, maître des requêtes en 1625, intendant en Champagne en 1633, intendant en Limousin en 1634, lieutenant civil de Paris (1637-1640) |
| 1635        | Jean de Choisy ( -20 février 1660) seigneur de Beaumont et de Balleroy, père de l'abbé de Choisy greffier du conseil, reçu au parlement de Paris e la cinquième chambre des Enquêtes le 27 août 1627, maître des requêtes le 29 décembre 1633, intendant en Champagne, Roussillon, Languedoc, intendant d'armées, conseiller d'État, chancelier de Gaston d'Orléans |
| 1636        | Nicolas Claude Vignier ( -1648) chevalier, baron de Villemor, de Saint-Liébaut et de Barbezieux (seigneurie qu'il vendit à Richelieu), marquis de Mirebeau par son mariage en 1635 avec Catherine Chabot de Mirebeau, fille de Jacques Chabot de Mirebeau et d'Anne de Coligny, qui était veuve de César-Auguste de Saint-Lary, Grand écuyer de France conseiller du roi en ses conseils d’État et privé, président à mortier au parlement de Metz le 2 septembre 1633, intendant en Lorraine, Barrois et Trois-Évêchés (1640-1646) conseiller d'État en 1643 |
| 1638        | Claude du Housset |
| 1639        | Jean de Choisy (1598-20 février 1660) seigneur de Beaumont et de Balleroy, père de l'abbé de Choisy et de Jean-Paul de Choisy qui a été intendant à Metz en 1663 greffier du Conseil, puis reçu conseiller au Parlement de Paris le 27 août 1627, maître des requêtes le 29 décembre 1633, intendant en Champagne, Roussillon, Languedoc, conseiller d'État, chancelier de Gaston d'Orléans |
| 1640        | de Choche |
| 1640        | Gobelin |
| 1641        | Jean de Mesgrigny d'Orgeval il était auparavant intendant d'Auvergne et intendant du Bourbonnais (1635-1638) |
| 1641        | Nicolas Bretel de Grémonville (1606-26 novembre 1648) seigneur de Grémonville, fils de Raoul Bretel de Grémonville, président au parlement de Rouen conseiller au Grand Conseil en 1631. Richelieu le nomme le 18 avril 1639 intendant de justice à l'armée de Picardie commandée par le maréchal de Châtillon. Il participa au siège d'Arras et aida à la conquête de l'Artois. Richelieu le récompense en le nommant intendant de justice, finances et police en Champagne le 23 septembre 1640. Il assiste en 1641 à la Bataille de la Marfée près de Sedan. Le 2 août 1642 il est nommé à l'intendance du Languedoc et aide à l'organisation de l'armée qui devait envahir la Catalogne. En 1643, il est intendant d'armée dans le Piémont commandée par le maréchal d'Harcourt. Il y reste jusqu'en 1644 et fut ensuite nommé ambassadeur à Venise. Mazarin qui venait de remplacer Richelieu lui demande de se rendre d'bord à Rome où venait d'être élu Innocent X grâce à l'influence de l'Espagne. Cette mission s'accompagnait de la défense des intérêts de la famille de Mazarin car son frère, Michel Mazarin, voulait être nommé cardinal. Innocent X ayant nommé des cardinaux proches du roi d'Espagne et refusé le chapeau de cardinal à Michel Mazarin, il quitta Rome à la fin d'avril 1645 et transmis à Michel Mazarin de la part du gouvernement français l'archevêché d'Aix. L'action d'Innocent X fut à l'origine d'une guerre entreprise par la France en Italie. Une flotte commandée par l'amiral de Brézé fit voile vers la Toscane en mai 1646. De Brézé étant mort, une nouvelle flotte commandée par le maréchal de la Meilleraye qui prit Piombino et Porto-Longone en octobre 1646, ce qui effraya Rome. Michel Mazarin y gagna son chapeau de cardinal. Après l'échec de la mission à Rome, Mazarin le laissa dans son poste d'ambassadeur à Venise jusqu'en 1647, puis il revint à Paris où il meurt. |
| 1644        | Nicolas Jeannin de Castille ( -août 1692) seigneur et baron de Chagny, Montjeu, Antully, la Porcheresse, la Perrière, la Thoison, Petit-Monjeu et Saint-Blaise, en Bourgogne, seigneur marquis de Montjeu conseiller au Parlement de Paris le 1er septembre 1634, maître des requêtes le 20 mars 1642, trésorier de l’Épargne, secrétaire des ordres du roi, greffier des ordres du Roi sur la démission de Nicolas Potier de Novion en 1657, charge qu'il conserve jusqu'en 1671. |
| 1645        | Le Camus |
| 1648        | Jean 1er Molé de Champlâtreux seigneur de Lassy et Champlâtreux fils de Mathieu Molé conseiller au parlement de Paris en 1637, maître des requêtes en 1643, puis intendant de justice |
| 1650        | Paget |
| 1656        | Daniel Voysin du Plessis ( -1693) conseiller au Grand Conseil en 1640, maître des requêtes en 1646, intendant d'Auvergne en 1654, puis en Champagne. Il est commissaire au procès de Fouquet, puis prévôt des marchands de Paris, conseiller d'État en 1666. En 1679 il est commissaire à la chambre de justice traitant de l'affaire des Poisons. |
| 1663        | Louis de Machault de Soisy (janvier 1623-12 février 1695) seigneur de Soisy conseiller au Grand Conseil le 10 septembre 1644, maître des Requêtes le 30 décembre 1649, intendant de Haute-Guyenne (1655 - 1656), intendant de Champagne à Châlons en 1663, intendant de Picardie, Boulonnais, Flandre, Hainaut (1665-1666), intendant d'Orléans (1667-1669), puis à intendant à Soissons (1669-1682), maître des requêtes honoraire le 17 août 1671 |
| 1665        | d'Herbigny |
| 1667 - 1673 | Louis-François Le Fèvre de Caumartin (1624-1687) conseiller au parlement de Paris en 1644, maître des requêtes en 1653, intendant en Champagne, conseiller d'État en 1672 |
| 1674        | de Ménars |
| 1674 - 1689 | Thomas Hue de Miromesnil (1634-1702) marquis de Miromesnil conseiller au Grand Conseil en 1659, maître des Requêtes le 14 décembre 1668, intendant à Poitiers (1672-1673), intendant de Châlons (1674-1689), intendant à Tours (1689-1701) |
| 1689 - 1691 | Louis Béchameil de Nointel (1649-1718) marquis de Nointel maître des Requêtes le 19 février 1674, commissaire près la chambre des comptes de Bretagne (1679), intendant à Tours (1680-1689), intendant de Châlons (1689-1691) puis intendant de Bretagne (1692-1705), conseiller au conseil de Commerce (1708), inspecteur général des vivres des armées du roi (1709), conseiller d'État en 1712 |
| 1692 - 1699 | Michel Larcher III ( -9 avril 1715) marquis d'Olisy, seigneur de Bajacourt, baron de Baye, Ormoy et autres lieux, fils de Pierre Larcher III, président de la Chambre des comptes et de Françoise Mangot Conseiller au Grand Conseil en 1681, Grand rapporteur de France en 1682, maître des requêtes en 1687, commissaire de la Chambre souveraine pour la réformation de la Justice aux Grands Jours en 1688, intendant à Rouen en 1690, puis en Champagne, avant d'être nommé en survivance de son père démissionnaire, président de la Chambre des comptes en 1700 |
| 1700 - 1702 | Jean-Baptiste de Pommereu (ou Pomereu) seigneur de la Bretèche, marquis de Riceys conseiller au Parlement de Paris en 1678, maître des Requêtes en 1685, intendant à Alençon (1689-1700), puis conseiller d’État |
| 1703 - 1711 | André d'Harouys de La Seilleraye (1661-1731) seigneur de La Rivière et de La Seilleray conseiller au parlement de Paris en 1684, maître des requêtes en 1694, intendant de Franche-Comté (1700-1703), il démissionne en 1711 |
| 1712 - 1730 | César-Charles de Lescalopier (5 février 1671-6 février 1753) seigneur de Nourard, père de Gaspard-César-Charles de Lescalopier, intendant à Montauban (1740-1756) puis intendant à Tours (1756-1766) conseiller au parlement de Paris, maître des requêtes ordinaire, intendant en Champagne, conseiller d'État, puis premier président du Grand Conseil en 1714 |
| 1730 - 1739 | Félix-François Aubery de Vastan (1681-20 juin 1743) marquis de Vatan, baron de VieuxPont avocat au Châtelet, conseiller au Parlement en 1716, maître des requêtes en 1718, intendant à Limoges en 1723, intendant du Hainaut (1725-1727), intendant à Caen (1727-1730), puis de la Champagne, prévôt des marchands de Paris en 1740, conseiller d'État en 1743 |
| 1739 - 1750 | Charles-Étienne Lepeletier de Beaupré |
| 1751 - 1764 | Henri-Louis Barberie de Saint-Contest de la Chateigneraie sieur de la Chateigneraye, fils de Dominique-Claude Barberie de Saint-Contest, frère de François-Dominique Barberie de Saint-Contest il est reçu conseiller au parlement de Paris le 16 juillet 1731, maître des Requêtes le 23 décembre 1735, intendant à Limoges (1743-1751), puis en Champagne (23 novembre 1650-1764) |
| 1764 - 1790 | Gaspard-Louis Rouillé d'Orfeuil (2 juillet 1732-19 novembre 1791) intendant à La Rochelle (1762-1764), puis intendant de la Champagne |
| 1785 - 1790 | Antoine-Louis Rouillé fils du précédent, adjoint à son père en qualité de sous-intendant |

Remarque : Les noms et dates des premiers intendants de justice sont variables suivant les documents consultés. Par ailleurs, il n'est pas certain que leurs commissions n'aient pas été définies pour des missions ponctuelles d'application de décisions royales et pour des durées  limitées dans le temps.